# 류광하
류광하(한국 한자: 柳光夏, 1984년 7월 21일 ~ )는 대한민국의 전 축구 선수이며, 포지션은 미드필더였다.